# École de santé publique de l'université libre de Bruxelles
 (janvier 2017).
Si vous disposez d'ouvrages ou d'articles de référence ou si vous connaissez des sites web de qualité traitant du thème abordé ici, merci de compléter l'article en donnant les références utiles à sa vérifiabilité et en les liant à la section « Notes et références ».
Pour les articles homonymes, voir ESP.
L'École de santé publique de l'université libre de Bruxelles (ESP) est une des trois écoles de santé publique de la Communauté française de Belgique. Elle est la plus ancienne des trois. Les deux autres sont rattachées à l'université de Liège et l'université catholique de Louvain.
Son histoire est liée à la volonté de l'OMS de créer en langue française des institutions de santé publique pluridisciplinaires à l'exemple de ce qui existait déjà dans des pays anglophones, les School of public health.

## Histoire

### Création de l'École
Le 1er mars 1963, le conseil d'administration de l'université libre de Bruxelles décide de créer une Institution autonome au départ de sa Faculté de Médecine et de Pharmacie sur proposition de cette dernière. Le premier président de cette nouvelle institution, appelée École de Santé publique, sera le doyen de la faculté sortant, Maurice Millet. Cette école se créera au départ de quatre laboratoires de la faculté de médecine et de pharmacie. Ce nouvel institut continuait, en les transformant par l'apport de la pluridisciplinarité, la plupart des recherches et enseignements de l'ancien département de la faculté de médecine et de pharmacie, l'institut d'hygiène et de médecine sociale qui avait été créé en 1938.

### AuXXIesiècle
Les divers enseignants et chercheurs de cette institution proviennent de toutes les facultés et d'autres horizons. Ainsi, la santé publique sort de plus en plus du domaine médical stricto sensu pour investir plus largement notamment les domaines de, et devenir un carrefour entre, la médecine, la sociologie, l'économie et le droit, mais aussi les sciences exactes.[réf. nécessaire]

## Fonctionnement

### Recherche
Cinq centres de recherche la composent : 
- Économie de la santé, gestion des institutions de soins et sciences infirmières (CR1)
- Épidémiologie, biostatistiques et recherche clinique (CR2)
- Politiques et systèmes de santé - Santé internationale (CR3)
- Santé environnementale et santé du travail (CR4)
- Approches sociales de la santé (CR5)

### Enseignement
Elle offre des études : 
- Second cycle universitaire : le master en santé publique (MPH) avec six domaines (finalités)
  - Politique et gestion des systèmes de santé ;
  - Promotion éducation santé ;
  - Épidémiologie et biostatistique ;
  - Gestion des établissements et services de soins ;
  - Santé environnement;
  - Santé et laïcité.
- des seconds cycles complémentaires : 
  - Master complémentaire interuniversitaire en santé et développement ;
  - Master complémentaire interuniversitaire en Public health methodology (en anglais)
  - Master complémentaire de spécialité médicale en médecine du travail (MIH)
- Une école doctorale thématique interuniversitaire santé publique et société (PhD)
- Formations continues et notamment ses cours d'été (épidémiologie, statistique, systèmes de santé, économie de la santé…)

### Présidence

#### Liste des présidents depuis 1963
- 1963-1969 : Maurice Millet
- 1969-1973 : Marcel Graffar
- 1973-1976 : Ernest-Alfred Sand (premier mandat)
- 1976-1978 : Claude-Hector Thilly
- 1978-1979 : Ernest-Alfred Sand (second mandat)
- 1979-1981 : André Heuse
- 1981-1995 : André Laurent
- 1995-2000 : Raphaël Lagasse (premier mandat)
- 2000-2003 : Philippe Hennart
- 2003-2007 : Christophe De Brouwer
- 2007-2009 : Raphaël Lagasse (sencond mandat)
- 2009-2013 : Alain Leveque
- 2013-2020 : Yves Coppieters
- 2020-2023 : Catherine Bouland
- Depuis 2023 : Magali Pirson

## Annexe